# Mehrfachspeisung
Die Mehrfachspeisung ist eine Form der Antennenankopplung. Darunter versteht man die Speisung eines Vertikalstrahlers, zum Beispiel eines selbststrahlenden Sendemasten an mehreren Stellen. Hierfür muss der Sendemast, der Sendeturm oder die verwendete Reusenantenne an mehreren Teilen mit Trennisolatoren unterteilt sein. Die  oberen Sektionen werden über in der Mast- oder Turmkonstruktion verlegte Kabel gespeist. Die Mehrfachspeisung wird zur Realisierung schwundmindernder Sendeantennen verwendet.